# Brillevast
Brillevast ist eine französische Gemeinde mit 321 Einwohnern (Stand: 1. Januar 2022) zum Département Manche in der Region Normandie. Sie gehört zum Arrondissement Cherbourg und zum Kanton Val-de-Saire.

## Lage
Die Gemeinde legt auf der Halbinsel Cotentin in der Landschaft Val de Saire. Sie grenzt im Norden an Théville, im Nordosten an Clitourps und Canteloup (Berührungspunkt), im Osten an Le Vast, im Süden an Teurthéville-Bocage sowie im Westen an Gonneville-Le Theil. 

## Bevölkerungsentwicklung
| Jahr      | 1962 | 1968 | 1975 | 1982 | 1990 | 1999 | 2008 | 2018 |
| --------- | ---- | ---- | ---- | ---- | ---- | ---- | ---- | ---- |
| Einwohner | 267  | 262  | 257  | 265  | 308  | 299  | 288  | 323  |

## Sehenswürdigkeiten
- Kirche Saint-Martin, Monument historique seit 1978

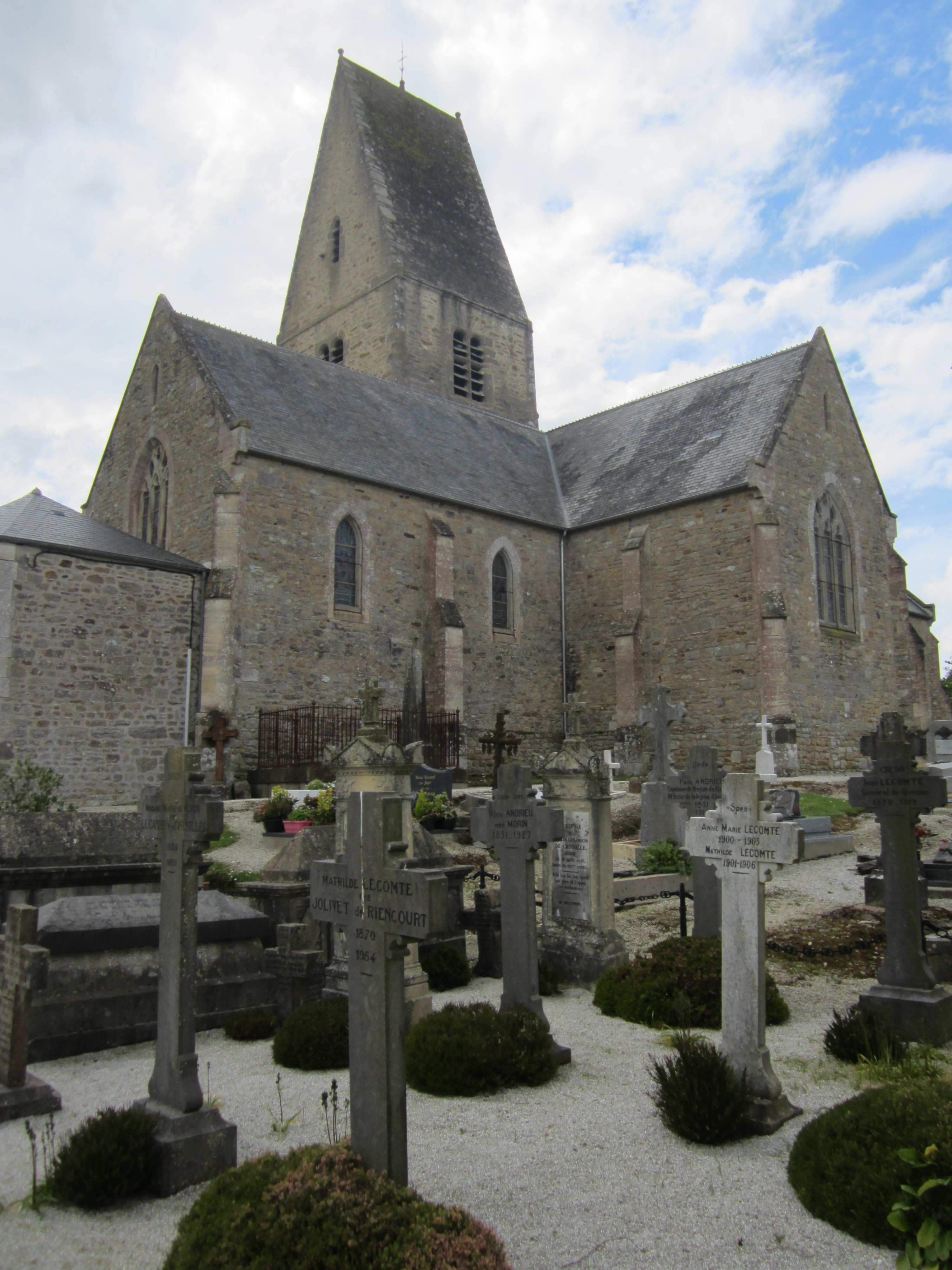
Kirche Saint-Martin

- Ehemaliges Pfarrhaus